# Stulisz Loesela
Stulisz Loesela (Sisymbrium loeselii L.) – gatunek rośliny z rodziny kapustowatych. Występuje na dużej części Azji oraz w środkowej i południowej Europie. Status gatunku we florze Polski: kenofit. Nazwa gatunkowa upamiętnia niemieckiego botanika i lekarza – Johannesa Loesela.

## Morfologia

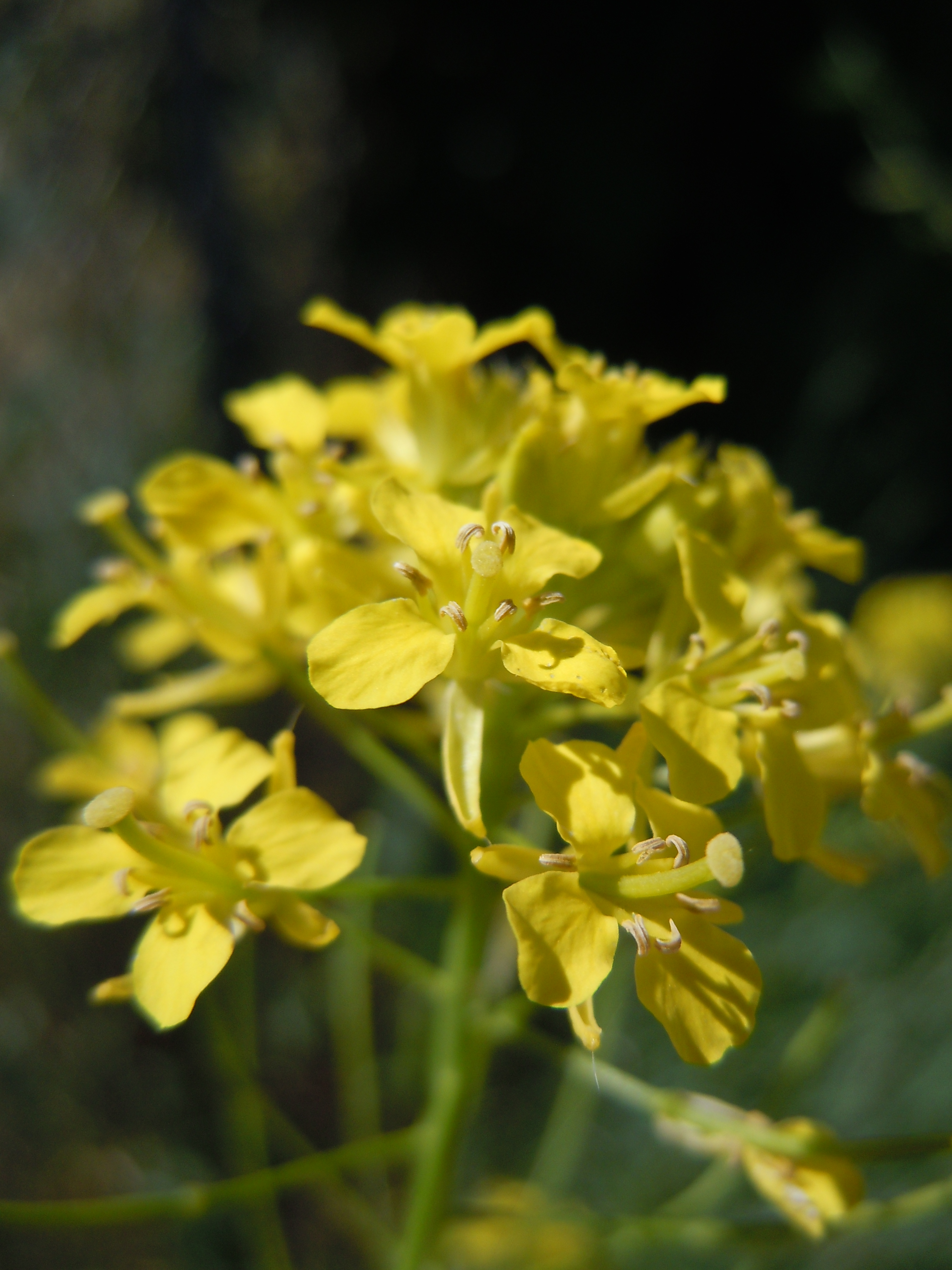
Kwiaty

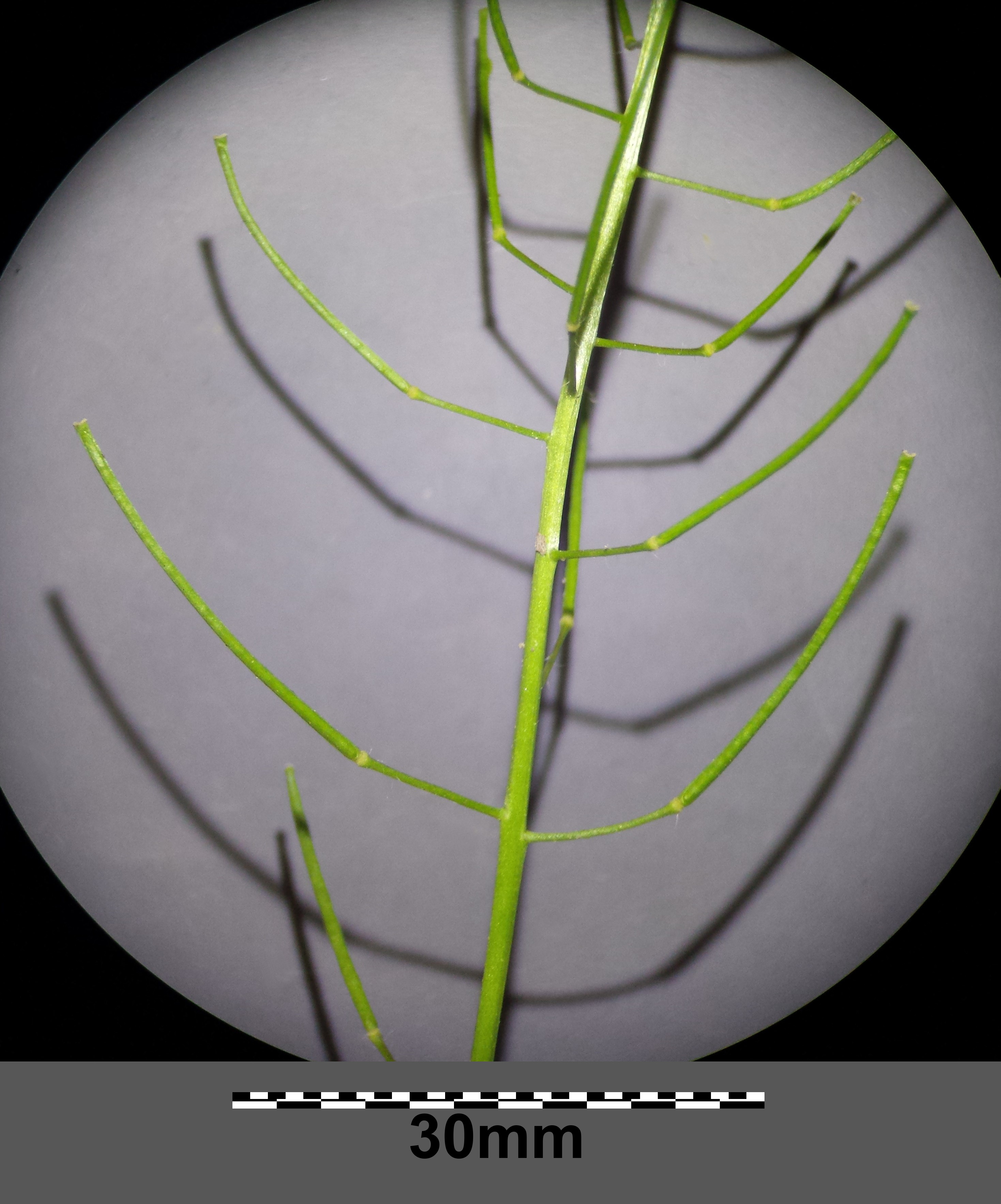
Owoce

ŁodygaProsta, wzniesiona o wysokości 30-60, wyjątkowo do 100 cm. Cała lub przynajmniej dołem owłosiona, przy czym włoski skierowane są w dół.
LiścieLirowate, tworzące rozetki, ułożone skrętolegle, bez przylistków, często siedzące. Są silnie owłosione.
KwiatyŻółte drobne zabrane w małe kwiatostany na szczytach pędów.
OwocŁuszczyna na bardzo cienkiej szypule, o długości ok. dwukrotnie mniejszej od długości łuszczyny.

## Biologia i ekologia
Roślina jednoroczna, czasami dwuletnia, hemikryptofit. Kwitnie od maja do sierpnia. Występuje w miejscach ruderalnych, na przydrożach i nieużytkach.